# Giuseppe Maria Gonzaga
Giuseppe Maria Gonzaga (Guastalla, 20 aprile 1690 – Padova, 15 agosto 1746) è stato un nobiluomo italiano, sesto e ultimo duca di Guastalla dal 1729 fino alla sua morte.

## Biografia

### Infanzia e giovinezza
Era il figlio minore del duca Vincenzo Gonzaga di Guastalla e di Maria Vittoria Gonzaga, figlia di suo cugino Ferrante III Gonzaga, duca di Guastalla. Fu fratello del duca Antonio Ferrante Gonzaga e suo successore dal 1729.
Nel 1714 si spostò nel Regno di Napoli per prendere possesso dei territori paterni (la Contea di San Paolo), ma già nei primi mesi dell'anno successivo ritornò al nord, precisamente a Venezia dopo aver firmato una procura a favore della zia Eleonora Gonzaga, che era badessa in un monastero napoletano. A Venezia Giuseppe era sorvegliato a vista da servitori del fratello Antonio, a causa dei crescenti sintomi di demenza: mezzo paralitico, era pieno di tic e manie; per un nonnulla scoppiava a piangere ed aveva così paura della morte per assassinio da non uscire dalla sua stanza. L'esilio a Venezia terminò solo il 30 aprile 1729, quando dovette rientrare a Guastalla per prenderne possesso, a causa della morte improvvisa del fratello (senza eredi).

### Regno
A Guastalla il nuovo duca giunse in tali condizioni fisiche e psichiche da rendergli impossibile l'effettivo esercizio del potere, che rimase saldamente nelle mani del primo ministro conte Pomponio di Spilimbergo. Tali condizioni però erano ben risapute anche a Vienna (Guastalla era feudo imperiale), tanto che solo cinque giorni dopo la presa del potere (5 maggio 1729), la corte imperiale inviò un proprio ispettore per verificare l'idoneità di Giuseppe alla corona ducale. Tale visita dichiarò che il duca era suscettibile di miglioramento, e quindi non venne deposto; a titolo di cautela, però, la Corte imperiale dispose il suo matrimonio con una principessa tedesca, Eleonora di Schleswig-Holstein-Sonderburg-Glücksburg (18 febbraio 1715-marzo 1760), figlia del duca Leopoldo di Schleswig-Holstein-Sonderburg-Wiesenburg (1674-1744) e di Marie Elisabeth von und zu Liechtenstein (1683–1744): il matrimonio venne celebrato il 29 marzo 1731.
Con lo scoppio della Guerra di successione polacca (1733), l'Italia divenne un campo di battaglia. Benché Guastalla avesse dichiarato la propria neutralità, questa non venne rispettata dai franco-ispano-sardi, che puntavano ad acquisire la città fortificata di Guastalla come base per le loro operazioni contro gli austriaci nel nord Italia. Già alla fine di quel 1733 la duchessa per prudenza si era ritirata a Venezia col consorte: la città pochi mesi dopo venne investita dai franco-sardi, comandati da Carlo Emanuele III di Savoia, che si scontrarono con gli austriaci nella Battaglia di Guastalla (19 settembre 1734): a seguito della vittoria dei franco-sardi, la città rimase nelle loro mani sino al 1736, quando venne restituita al legittimo duca che vi fece ritorno, con l'impegno di mantenere in città un presidio spagnolo.
I duchi ripresero possesso di un ducato in rovina, devastato dalla guerra, schiacciato dall'obbligo di mantenere l'oneroso presidio spagnolo: la duchessa – con l'appoggio di Vienna – riuscì a cacciare lo Spilimbergo (1739) e ad ottenere per sé la reggenza del marito inabile.
Nel 1746 Guastalla fu di nuovo coinvolta nei conflitti europei durante la Guerra di successione austriaca: le truppe Imperiali di Maria Teresa e Carlo Emanuele III (stavolta alleato dell'Impero) bombardarono la città per scacciare il presidio spagnolo, e la occuparono (3 aprile 1746). Poco prima, i duchi erano fuggiti alla volta di Padova, da cui Giuseppe non fece più ritorno. Morì infatti il 15 agosto dello stesso anno a causa di un colpo apoplettico.
Visto che il matrimonio con Eleonora non aveva dato figli, Guastalla venne ceduta al Sacro Romano Impero, nella figura di Maria Teresa d'Austria, quale imperatrice e duchessa di Milano e due anni dopo, col Trattato di Aquisgrana (1748), entrò a far parte del Ducato di Parma, a cui Guastalla rimase legata sino al 1847, anno in cui passò sotto il controllo del Ducato di Modena e Reggio, mentre Sabbioneta, che dal 1703 apparteneva ai Duchi di Guastalla, venne riunita a Mantova.

## Ascendenza
|                        |                   |                     | Genitori                   |  |  | Nonni |  |  | Bisnonni            |  |  | Trisnonni        |  |
|                        |                   |                     |                            |  |  |       |  |  | Ferrante II Gonzaga |  |  | Cesare I Gonzaga |  |
|                        |                   |                     |                            |  |  |       |  |  | Ferrante II Gonzaga |  |  | Cesare I Gonzaga |  |
|                        |                   | Camilla Borromeo    |                            |  |  |       |  |  | Ferrante II Gonzaga |  |  |                  |  |
| Andrea Gonzaga         |                   |                     |                            |  |  |       |  |  | Ferrante II Gonzaga |  |  |                  |  |
|                        |                   | Vittoria Doria      | Gianandrea Doria           |  |  |       |  |  |                     |  |  |                  |  |
|                        |                   | Vittoria Doria      | Gianandrea Doria           |  |  |       |  |  |                     |  |  |                  |  |
|                        |                   | Vittoria Doria      | Zanobia Del Carretto Doria |  |  |       |  |  |                     |  |  |                  |  |
| Vincenzo Gonzaga       |                   | Vittoria Doria      |                            |  |  |       |  |  |                     |  |  |                  |  |
|                        |                   | ...                 | …                          |  |  |       |  |  |                     |  |  |                  |  |
|                        |                   | ...                 | …                          |  |  |       |  |  |                     |  |  |                  |  |
|                        |                   | ...                 | …                          |  |  |       |  |  |                     |  |  |                  |  |
| Laura Crispiano        |                   | ...                 |                            |  |  |       |  |  |                     |  |  |                  |  |
|                        |                   | ...                 | …                          |  |  |       |  |  |                     |  |  |                  |  |
|                        |                   | ...                 | …                          |  |  |       |  |  |                     |  |  |                  |  |
|                        |                   | ...                 | …                          |  |  |       |  |  |                     |  |  |                  |  |
| Giuseppe Maria Gonzaga |                   | ...                 |                            |  |  |       |  |  |                     |  |  |                  |  |
|                        | Cesare II Gonzaga | Ferrante II Gonzaga |                            |  |  |       |  |  |                     |  |  |                  |  |
|                        | Cesare II Gonzaga | Ferrante II Gonzaga |                            |  |  |       |  |  |                     |  |  |                  |  |
|                        | Cesare II Gonzaga | Vittoria Doria      |                            |  |  |       |  |  |                     |  |  |                  |  |
| Ferrante III Gonzaga   | Cesare II Gonzaga |                     |                            |  |  |       |  |  |                     |  |  |                  |  |
|                        |                   | Isabella Orsini     | Virginio Orsini            |  |  |       |  |  |                     |  |  |                  |  |
|                        |                   | Isabella Orsini     | Virginio Orsini            |  |  |       |  |  |                     |  |  |                  |  |
|                        |                   | Isabella Orsini     | Flavia Damasceni Peretti   |  |  |       |  |  |                     |  |  |                  |  |
| Maria Vittoria Gonzaga |                   | Isabella Orsini     |                            |  |  |       |  |  |                     |  |  |                  |  |
|                        |                   | Alfonso III d'Este  | Cesare d'Este              |  |  |       |  |  |                     |  |  |                  |  |
|                        |                   | Alfonso III d'Este  | Cesare d'Este              |  |  |       |  |  |                     |  |  |                  |  |
|                        |                   | Alfonso III d'Este  | Virginia de' Medici        |  |  |       |  |  |                     |  |  |                  |  |
| Margherita d'Este      |                   | Alfonso III d'Este  |                            |  |  |       |  |  |                     |  |  |                  |  |
|                        |                   | Isabella di Savoia  | Carlo Emanuele I di Savoia |  |  |       |  |  |                     |  |  |                  |  |
|                        |                   | Isabella di Savoia  | Carlo Emanuele I di Savoia |  |  |       |  |  |                     |  |  |                  |  |
|                        |                   | Isabella di Savoia  | Elisabetta di Valois       |  |  |       |  |  |                     |  |  |                  |  |
|                        |                   | Isabella di Savoia  |                            |  |  |       |  |  |                     |  |  |                  |  |